# The Country Flapper
The Country Flapper è un film muto del 1922 diretto da F. Richard Jones. Negli Stati Uniti, è conosciuto anche con il titolo di Her First Love e di Oh, Jo!.

## Produzione
Il film fu prodotto dalla Dorothy Gish Productions.

## Distribuzione
Distribuito dalla Producers Security Corporation, il film uscì nelle sale cinematografiche USA il 29 luglio 1922.
Copia del film viene conservata negli archivi dell'UCLA Film and Television Archive. Una copia in 35 mm si trova all'International Museum of Photography and Film at George Eastman House. I diritti del film, attualmente sono di pubblico dominio.